# 1.ᵉʳ Comando de Grupo de la Luftwaffe
El 1.er Comando de Grupo de la Luftwaffe (Luftwaffen-Gruppe-Kommando. 1) fue una unidad de la Luftwaffe durante la Segunda Guerra Mundial.

## Historia
Fue formado el 4 de febrero de 1938 en Berlín, a partir del 2.º Comando del Distrito Aéreo y del 3.er Comando del Distrito Aéreo. El 1 de febrero de 1939, es reasignado a la 1.ª Flota Aérea.

## Comandante
- Coronel General Albert Kesselring – (4 de febrero de 1938 – 1 de febrero de 1939)

## Jefe de Estado Mayor
- Mayor general Wilhelm Speidel – (4 de febrero de 1938 – 1 de febrero de 1939)

## Orden de Batalla

### Controladas las siguientes unidades
- 1.ª División Aérea en Berlín – (1 de agosto de 1938 – 1 de febrero de 1939)
- 2º División Aérea en Dresde – (1 de agosto de 1938 – 1 de febrero de 1939)
- 2° Comandante Superior Aéreo en Berlín – (4 de febrero de 1938 – 31 de julio de 1938)
- 2° Comandante Superior Aéreo en Dresde – (4 de febrero de 1938 – 31 de julio de 1938)
- 2° Comandante Superior Antiaéreo en Berlín – (4 de febrero de 1938 – 30 de junio de 1938)
- 3° Comandante Superior Antiaéreo en Dresde – (4 de febrero de 1938 – 30 de junio de 1938)
- III Comando Adminstrativo Aéreo en Berlín – (4 de febrero de 1938 – 1 de febrero de 1939)
- IV Comando Administrativo Aéreo en Dresde – (4 de febrero de 1938 – 1 de febrero de 1939)
- VII Comando Adminstrativo Aéreo en Breslau – (4 de febrero de 1938 – 1 de febrero de 1939)
- IX Comando Adminstrativo Aéreo en Weimar – (4 de febrero de 1938 – 1 de abril de 1938)
- II Comando de Escuela de Vuelo y Batallón de Reemplazo
- III Comando de Escuela de Vuelo y Batallón de Reemplazo
- 2° Grupo Aéreo de Mantención
- 3° Grupo Aéreo de Mantención
- 11.° Regimiento Aéreo de Comunicaciones en Kraussen – (4 de febrero de 1938 – 1 de agosto de 1938)
- 12° Regimiento Aéreo de Comunicaciones en Berlín – (4 de febrero de 1938 – 1 de julio de 1938)
- 13° Regimiento Aéreo de Comunicaciones en Dresde – (4 de febrero de 1938 – 1 de julio de 1938)